# Tarzan Boy
Tarzan Boy ist ein Lied von Baltimora aus dem Jahr 1985, das von Maurizio Bassi und Naimy Hackett geschrieben wurde.

## Geschichte
Als Bridge wurde der sogenannte „Tarzan-Schrei“ verwendet, bezogen auf den Titel. Er wurde stimmlich so bearbeitet, dass der Schrei zur Melodie passt. Dies wurde das Markenzeichen des Liedes, das auch dem Italopop zugeordnet wurde. Es wurde berichtet, dass Sänger Jimmy McShane nicht selbst zu hören ist, sondern Maurizio Bassi.
In der Episode A Face for Radio von New Tricks – Die Krimispezialisten konnte man das Lied hören, ebenfalls hörte man den Song in einer Werbung von Listerine-Mundwasser, wodurch er in den USA erst populär wurde.
Neuaufnahmen des Liedes wurden als Soundtrack von Filmen wie Turtles III und Beverly Hills Ninja – Die Kampfwurst verwendet.
Der Song ist 3:48 Minuten lang und erschien auf dem Album Living in the Background. Auf der B-Seite befindet sich eine Remix-Version des Liedes.
Zu Weihnachten 2020 sicherte sich der Wrestlingveranstalter Tony Khan die Rechte am Song und übergab diesen an seine Angestellten Jungle Boy, dem Sohn von Luke Perry, als Einlaufmusik.

## Erfolg
Tarzan Boy wurde weltweit am 5. April 1985 veröffentlicht, in der Folge wurde es ein Nummer-eins-Hit in Ländern wie Belgien (5 Wochen vom 10. August bis 13. September 1985), Niederlande (2 Wochen vom 31. August bis 13. September 1985) und Frankreich (5 Wochen vom 7. September bis 11. Oktober 1985).
Auch in den USA platzierte sich der Song erfolgreich in den Kategorien Billboard Hot 100 (Platz 13), US Billboard Hot Dance Club Play (Platz 6) und US Billboard Hot Dance Singles Sales (Platz 12).
Ein sehr erfolgreicher Top-Ten-Hit wurde das Lied in Ländern wie Deutschland, Österreich, Schweiz, Großbritannien und Norwegen.
1993 erschien von Baltimora eine weitere Version des Liedes mit dem Namen Tarzan Boy (1993 Remix), die in den USA Platz 51 erreichte und Soundtrack des Filmes Turtles III wurde.

## Coverversionen
- 1992: Video Kids
- 1997: Pappa Bear
- 2001: Destiny’s Child (Nasty Girl)
- 2006: Soraya Arnelas
- 2010: DJ Bobo

## Auszeichnungen für Musikverkäufe
| Land/Region                  | Auszeichnungen für Musikverkäufe (Land/Region, Auszeichnung, Verkäufe) | Verkäufe |
| ---------------------------- | ---------------------------------------------------------------------- | -------- |
| Frankreich (SNEP)            | Gold                                                                   | 500.000  |
| Kanada (MC)                  | Gold                                                                   | 50.000   |
| Spanien (Promusicae)         | Gold                                                                   | 25.000   |
| Vereinigtes Königreich (BPI) | Silber                                                                 | 250.000  |
| Insgesamt                    | 1× Silber · 3× Gold ·                                                  | 825.000  |